# Þjóðveldisbærinn Stöng
Þjóðveldisbærinn Stöng er et arkæologisk frilandsmuseum, som består af en rekonstrueret gård vikingetiden på Island i dalen Þjórsárdalur nær vej 32 i Árnessýsla på den sydvestlige del af øen. Rekonstruktionen består af tre bygninger, inklusive et langhus, som stod omkring 7 km nord for Stöng; gården menes at være blevet begravet under vulkansk aske i 1104 efter et udbrud på vulkanen Hekla.
Rekonstruktionen blev opført i 1974 som en del af den nationale fejring fro 1100-året for de første bosættelser på Island i 874.